# 東京都道222号国立停車場恋ヶ窪線
東京都道222号国立停車場恋ヶ窪線（とうきょうとどう222ごう くにたちていしゃじょうこいがくぼせん）は東京都国立市のJR国立駅北口より国分寺市に至る一般都道である。日吉町交差点から西恋ヶ窪一丁目交差点まで支線が存在する。本線の通称は「市役所通り」、支線の通称は「熊野神社通り」となっている。

## 概要
- 陸上距離：2.5km
- 起点：国立市北（JR国立駅）
- 終点：国分寺市東恋ヶ窪（恋ヶ窪交差点）

## 交差・接続する道路
- 東京都道17号所沢府中線バイパス（通称：新府中街道、国分寺九小入口交差点）
- 東京都道17号所沢府中線（通称：府中街道、恋ヶ窪交差点）
- 東京都道134号恋ヶ窪新田三鷹線（通称：連雀通り、恋ヶ窪交差点）

## 通過する自治体
- 東京都
  - 国立市 - 国分寺市